# Урусі
Урусі (яп. 漆, うるし) — лак на основі живиці з вмістом урусіолу, що добувається з смоли японського лакового дерева родини сумахових.
У країнах Заходу відомий як японський лак, хоча виготовляється у всіх країнах Східної Азії. Залежно від країни виробника містить різні компоненти: урусіол, лакол або тістол.
Має чорний або червоний блискучий колір. Характеризується великою міцністю та стійкістю до впливів атмосфери. Забезпечує тривале збереження (століттями) блиску і краси предметів, що покриті ним.
Використовується у традиційному прикладному мистецтві для лакування дерев'яного посуду,музичних інструментів, зброї, меблів, вівтарів, стін тощо. Інколи використовуватися як клей.